# Liste der Monuments historiques in Maron (Meurthe-et-Moselle)
Die Liste der Monuments historiques in Maron führt die Monuments historiques in der französischen Gemeinde Maron auf.

## Liste der Objekte
| Bezeichnung                    | Beschreibung                                        | Standort                         | Kennzeichnung | Schutzstatus | Datum | Bild |
| ------------------------------ | --------------------------------------------------- | -------------------------------- | ------------- | ------------ | ----- | ---- |
| Skulptur Heiliger Gangolf      | Holz, farbig gefasst und vergoldet, um 1800         | in der Kirche St-Gengoult (Lage) | PM54001671    | Inscrit      | 1996  |      |
| Skulptur Madonna mit Kind      | Holz, vergoldet, 18. Jahrhundert                    | in der Kirche St-Gengoult (Lage) | PM54001670    | Inscrit      | 1996  |      |
| Skulpturengruppe Taufe Christi | Holz, farbig gefasst und vergoldet, 18. Jahrhundert | in der Kirche St-Gengoult (Lage) | PM54001672    | Inscrit      | 1996  |      |